# 이리나 파리온

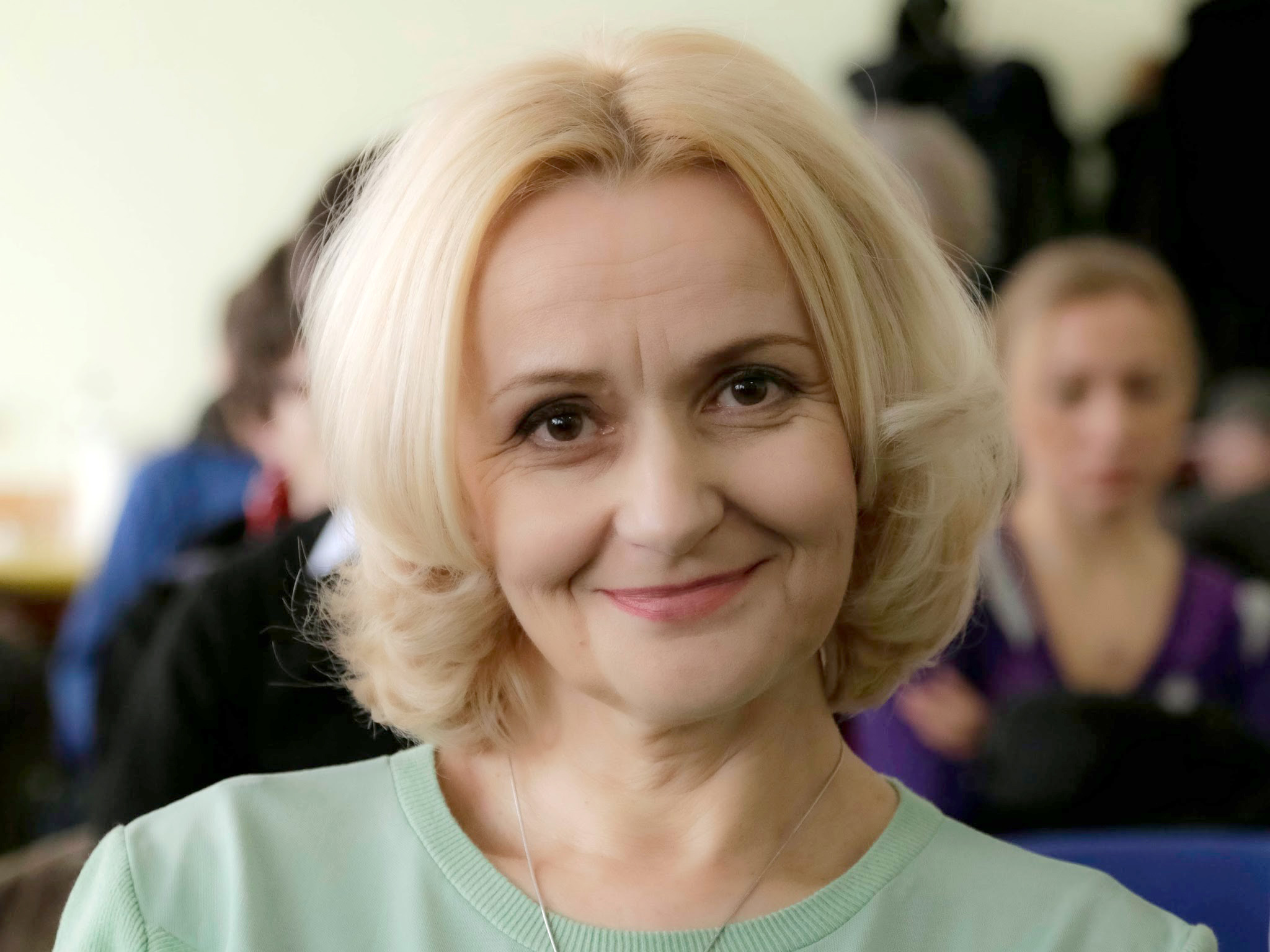
2015년 모습

이리나 파리온(본명: 이리나 드미트리브나 파리온, 우크라이나어: Ірина Дмитрівна Фаріон, 발음: [iˈrɐnɐ ˈdmˈtrʲiu̯nɐ fɐrʲiˈɔn], 1964년 4월 29일 ~ 2024년 7월 19일)은 우크라이나의 언어학자이자 민족주의 정치인이다. 2012년부터 2014년까지 최고 라다의 스보보다 회원으로 활동했다. 리비프 폴리테크닉의 인도주의 및 사회 과학 연구소의 우크라이나어학과 교수였다.
우크라이나어를 장려하고 러시아어를 사용하는 우크라이나인의 평판을 떨어뜨리는 캠페인으로 유명했다.
파리온은 2024년 7월 19일 집 밖에서 총에 맞아 사망했다.